# Euroregion Sprewa-Nysa-Bóbr
Euroregion „Sprewa-Nysa-Bóbr” – euroregion utworzony w 1993 roku, z inicjatywy gmin Lubsko, Jasień, Brody, Nowogród Bobrzański i Trzebiel po stronie polskiej i miasta Forst po stronie niemieckiej. W następnym roku włączyły się następne gminy i Wojewoda Zielonogórski oraz niemiecki Związek Miast i Powiatów, do którego weszły powiaty:
- Guben;
- Spremberg;
- Chociebuż (także miasto).

Zebranie założycielskie Stowarzyszenia odbyło się 2 czerwca 1993 roku. Głównymi celami współpracy jest gospodarka, komunikacja, rolnictwo, turystyka, ochrona środowiska, oświata, sport i kultura.
Głównymi organami tego Euroregionu są Rada i Prezydium, które obsadzane są równorzędnie przez obie strony partnerskie. Koordynację bieżącej działalności prowadzą biura Euroregionu mieszczące się po polskiej stronie w Gubinie i po niemieckiej w Guben. Działają także tematyczne grupy robocze:
- I. Gospodarka, komunikacja, turystyka
- II. Rolnictwo, leśnictwo, ochrona środowiska
- III. Młodzież, sport, oświata, kultura
- IV. Informacja.

Starania euroregionu spowodowały, że obszar ten został włączony do programu Unii Europejskiej Interreg II (Współpracy Przygranicznej) i Phare CBC.
Euroregion posiada własny Bank Informacji Gospodarczej, w którym znajduje się baza danych w dwóch językach.
Najważniejszym przedsięwzięciem gospodarczym realizowanym corocznie są Targi Euroregionu „Sprewa-Nysa-Bóbr”.